# Pavel Kyrmezer
Pavel Kyrmezer (kolem 1550, Banská Štiavnica – 19. března 1589, Uherský Brod) byl spisovatel, dramatik, kněz slovenského původu. Během svého života se několikrát znepřátelil s Jednotou bratrskou[zdroj?], snažil se totiž stát hlavou nekatolické Moravy.[zdroj?]

## Dílo
- Seznam děl v Souborném katalogu ČR, jejichž autorem nebo tématem je Pavel Kyrmezer

Ve svých hrách používal lidový jazyk, námětem mu jsou biblické příběhy:
- Komedie česká o bohatci a Lazarovi
- Komedie o vdově
- Hra o Tobiášovi

Dále psal církevní díla (latinsky i česky):
- Malá Bible – snaha o vypracování díla, vysvětlujícího základy víry, pro obyčejné lidi.
- Práva a nařízení řádu a kázně církevní